# Лі Кунчжен
Лі Кунчжен (4 травня 1959) — китайський стрибун у воду.
Призер Олімпійських Ігор 1984 року, учасник 1988 року.
Призер Чемпіонату світу з водних видів спорту 1986 року.
Переможець Азійських ігор 1974, 1982 років, призер 1978 року.